# Anorpiment
L'anorpiment és un mineral de la classe dels sulfurs. Rep el seu nom per la seva simetria triclínica (anorthic) i la seva relació amb l'orpiment.

## Característiques
L'anorpiment és un sulfur de fórmula química As₂S₃. Cristal·litza en el sistema triclínic formant druses amb cristalls amb forma de falca. La seva duresa a l'escala de Mohs és 1,5. És una espècie dimorfa de l'orpiment.

## Formació i jaciments
És un mineral hidrotermal format a molt baixa temperatura. Sol trobar-se associada a altres minerals com: dufrenoysita, moscovita, orpiment, pirita i realgar. Només se n'ha trobat a la mina Palomo, a la província de Castrovirreyna (Huancavelica, Perú).